# Kiwaczek (film)
Kiwaczek / Czeburaszek (ros. Чебурашка) – radziecki film animowany z 1971 roku w reżyserii Romana Kaczanowa. Drugi z serii filmów o Kiwaczku. W 1971 roku film Kiwaczek został uznany za najlepszy film animowany na Wszechzwiązkowym Festiwalu Filmowym.

## Fabuła
Krokodyl Giena ma urodziny, Kiwaczek składa mu życzenia i daje prezent, następnie przyjaciele postanawiają zbudować plac zabaw i pomagają pionierom w zbieraniu złomu.

## Obsada
- Wasilij Liwanow jako Krokodyl Giena (głos)
- Kłara Rumianowa jako Kiwaczek (głos)
- Tamara Dmitrijewa jako Pionierzy (różne głosy)
- Władimir Fierapontow jako Listonosz / Milicjant (głosy) / piosenka Krokodyla Gieni (wokal)